# Doce de Octubre (departamento)

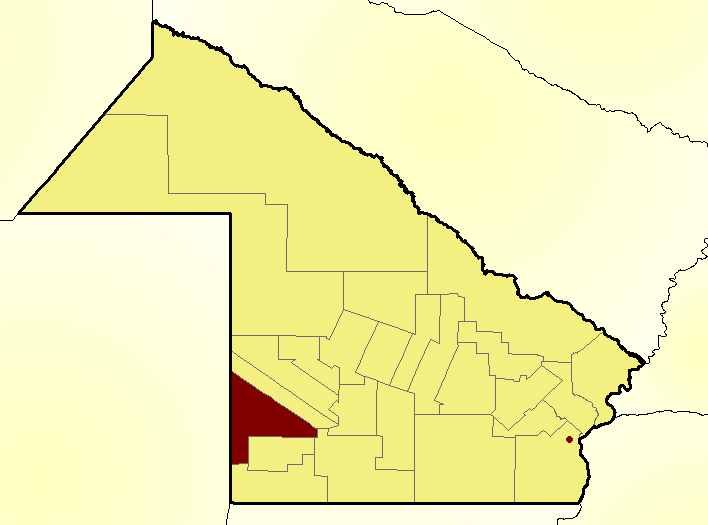
Departamento de Doce de Octubre, província de Chaco, Argentina.

Doce de Octubre é um departamento da Argentina, localizado na província do Chaco.